# Farmville (Virginia)
Farmville è una città statunitense sita in Virginia, nella contea di Prince Edward della quale è la capitale.
È attraversata dal fiume Appomattox. È sede dell'Università di Longwood.